# Orinda
Orinda ist eine Stadt im Contra Costa County im US-Bundesstaat Kalifornien, Vereinigte Staaten. Das U.S. Census Bureau hat bei der Volkszählung 2020 eine Einwohnerzahl von 19.514 ermittelt. Die geographischen Koordinaten sind: 37,88° Nord, 122,18° West. Das Stadtgebiet hat eine Größe von 32,7 km².

## Söhne und Töchter der Stadt
- Dana Sparks (* 1961), Schauspielerin und Fotomodell
- Nicole Branagh (* 1979), Volleyballspielerin
- Luke Sassano (* 1985), Fußballspieler
- Megan Reid (* 1996), Fußballspielerin

## Mit dem Ort verbunden
- Hans Kelsen (1881–1973), Rechtswissenschaftler
- Daniel Wu (* 1974), Schauspieler und Modell